# Sayonara (album)
Sayonara – dwudziesty siódmy album, wydany w 1994 roku przez niemiecką grupę muzyczną Die Flippers.

## Lista utworów
1. Sayonara – 3:16
2. Wenn am Horizont... – 3:10
3. Mandolinen einer Sommernacht – 3:15
4. Ein Tag, der mit Dir beginnt – 3:16
5. Tanz kleine Piroschka – 3:19
6. Das letzte Souvenier – 3:11
7. Niemand weint für immer – 3:19
8. Rose der Südsee – 3:11
9. Ich bin einsam – 3:14
10. Insel im Wind – 3:33
11. Himmelblau und Rosenrot – 3:20
12. Sommernacht am Lago Maggiore – 3:26
13. Ti amo Maria – 3:18
14. Prinzessin der Nacht – 3:16